# Cacao (Spiel)
Cacao ist ein Legespiel des australischen Spieleautors Phil Walker-Harding, das 2015 unter anderem bei dem deutschen Spieleverlag Abacusspiele erschien. Es wurde im gleichen Jahr in die Empfehlungsliste zum Spiel des Jahres aufgenommen und wurde beim österreichischen Spielepreis Österreichischer Spielepreis als Spielehit für Familien ausgezeichnet.
2016 wurde mit Cacao: Chocolatl die erste offizielle Erweiterung zu Cacao mit vier Erweiterungsmodulen veröffentlicht, 2017 folgte mit Cacao: Diamante die zweite Erweiterung mit ebenfalls vier Modulen. Darüber hinaus wurden mehrere Mini-Erweiterungen zum Spiel herausgegeben.

## Hintergrund und Ausstattung
Bei Cacao geht es den Spielern darum, als Häuptling eines Aztekenstammes über die Ernte und den Verkauf von Kakao sowie durch andere Aktivitäten möglichst viel Gold zu verdienen. Es handelt sich um ein Legespiel, bei dem ähnlich wie bei Carcassonne nach und nach eine Landschaft entsteht, die in diesem Fall aus Dörfern und Urwaldfeldern besteht. Gewinner ist der Spieler mit dem meisten Gold am Ende des Spiels.
Das Spielmaterial besteht neben der Spielanleitung und einem Übersichtsblatt mit den Eigenschaften der Urwaldplättchen aus:
- 44 Arbeiterplättchen in vier Farben (weiß, violett, rot und gelb)
- 4 Spielfiguren (Wasserträger) in vier Farben
- 4 Dorftableaus in vier Farben
- 28 Urwaldplättchen (10 verschiedene Typen mit unterschiedlichen Eigenschaften)
- 20 hölzerne Cacaofrüchte
- 12 Sonnensteine
- 48 Goldmünzen (Münzen mit den Werten 1, 5 und 10)

## Spielweise

### Spielvorbereitung
Zum Beginn des Spiels wählt jeder Mitspieler eine Spielfarbe und bekommt die entsprechenden Arbeiterplättchen, der Wasserträger und das Dorftableau. Das Spielertableau wird vor den Spielern platziert, der Wasserträger kommt auf das Feld „-16“. Im Fall von zwei Mitspielern bekommt jeder Spieler
- je vier Karten mit jeweils einem Arbeiter an jeder Seite,
- fünf Karten, bei denen an einer Seite zwei und an einer kein Arbeiter befindet und
- zwei Karten mit drei Arbeitern an einer Kante und zwei leeren Kanten.

Bei drei Spieler wird eines der ersteren pro Spieler aus dem Spiel entfernt, bei vier Mitspielern zusätzlich je eines mit zwei Arbeitern an einer Seite. Die verbleibenden Karten werden gemischt und als Nachzugstapel bereitgelegt, jeder Spieler nimmt sich drei Handkarten.
Danach werden die Goldmünzen, die Tempelplättchen und die Cacaofrüchte als Depot bereitgelegt. Beim Spiel mit zwei Spielern werden einige in der Spielanleitung angegebene Urwaldkarten entfernt, ansonsten werden alle Plättchen genutzt. Hiervon werden je ein Plättchen mit einem einzelnen Cacao-Feld und eines mit einem 2er-Markt diagonal zueinander in der Tischmitte platziert. Die restlichen Urwaldkarten werden gemischt und als verdeckter Nachzugstapel bereitgelegt, die obersten beiden Karten werden aufgedeckt. Zuletzt wird ein Startspieler gewählt (entsprechend der Spieleanleitung der älteste Spieler).

### Spielablauf
Beginnend mit dem Startspieler legen die Spieler jede Runde jeweils ein Dorfplättchen so an die ausliegenden Urwaldplättchen an, dass die immer mindestens an einer Seite aneinandergrenzen. Dabei darf ein Arbeiterplättchen beliebig gedreht werden, es darf jedoch nie seitlich an andere Arbeiterplättchen angrenzen und ein Urwaldplättchen darf nie seitlich an andere Urwaldplättchen angrenzen.
Nachdem das Plättchen ausgelegt wurde, kann das Auffüllen von Urwaldfeldern ausgelöst werden, wenn dadurch zwei beliebige Arbeiterplättchen an ein noch nicht gelegtes Urwaldfeld angrenzen. Für jedes neu aufzufüllende Urwaldfeld wählt der Spieler eines der offen ausliegenden Urwaldplättchen vom Nachziehstapel und legt es auf das zu füllende Feld. Bei zwei aufzufüllenden Feldern kann er auswählen, auf welches der beiden Felder welches der beiden offenen Urwaldplättchen gelegt wird; müssen mehr Felder gefüllt werden, zieht der Spieler, nachdem er die offenen Karten verteilt hat, weitere Plättchen von Nachziehstapel. Erst am Ende des Spielzugs wird die offene Auslage aufgefüllt. Das Nachlegen entfällt, wenn es keine Urwaldplättchen mehr gibt.
Nach der Auslage und dem Auffüllen der Urwaldfelder werden alle Arbeiter auf dem neu gelegten Arbeiterplättchen, die an Urwaldfelder angrenzen, sowie die Arbeiter, die auf anderen Dörfern an neu gelegte Urwaldplättchen angrenzen, aktiviert. Dabei dürfen die Spieler jeweils pro Arbeiter die Aktion des angrenzenden Urwaldplättchens ausführen, sie dürfen jedoch auch ganz oder teilweise verzichten. Die Reihenfolge, in der er die Aktionen ausführt werden sollen, kann der Spieler frei bestimmen, die Aktionen für Arbeiter auf einer Plättchenseite müssen jedoch vollständig abgeschlossen werden, bevor die Aktionen für Arbeiter auf einer anderen Plättchenseite ausführt.
| Urwaldplättchen                                                      | Aktion | Anzahl   |
| -------------------------------------------------------------------- | --- | -------- |
| 1 Cacao-Plantage 2 Cacao-Plantagen                                   | Für jede Cacao-Plantage und für jeden dadurch aktivierten Arbeiter bekommt der Spieler eine Kakao-Frucht. Diese werden auf das entsprechende Feld auf dem Dorftableau abgelegt. Wenn die maximale Anzahl von Kakao-Früchten auf dem Tableau erreicht ist, können keine weiteren Früchte angenommen werden. | 06 02    |
| Markt, Verkaufspreis 2 Markt, Verkaufspreis 3 Markt, Verkaufspreis 4 | Auf dem Markt kann pro aktiviertem Arbeiter je eine Kakao-Frucht für den angegebenen Verkaufspreis verkauft werden. | 02 04 01 |
| Goldgrube, Wert 1 Goldgrube, Wert 2                                  | In der Goldgrube bekommt ein Spieler für jeden aktivierten Arbeiter je ein oder zwei Goldstücke entsprechend dem angegebenen Wert. | 02 01    |
| Wasser                                                               | Für jeden aktivierten Arbeiter am Wasserplättchen darf der Spieler seinen Wasserträger auf dem Dorftableau um ein Feld vorrücken. Erreicht der Wasserträger das letzte Feld mit dem Wert „16“, kann er nicht weiter vorgerückt werden. | 03       |
| Sonnenkultstelle                                                     | Für jeden aktivierten Arbeiter an einer Sonnenkultstelle darf sich der Spieler einen Sonnenstein aus dem Vorrat nehmen und auf sein Dorfplateau platzieren. Wenn die maximale Anzahl von Sonnensteinen auf dem Tableau erreicht ist, können keine weiteren Sonnensteine angenommen werden. Sonnensteine können in der letzten Phase des Spiels, wenn keine Urwaldplättchen mehr zur Verfügung stehen, zum Überbauen eigener Dorfplättchen und Aktivierung der entsprechenden Arbeiter genutzt werden. Sonnensteine, die sich bei der Endwertung noch auf dem Dorftableau befinden, zählen ein Goldstück. | 02       |
| Tempel                                                               | Die Tempel werden am Ende des Spieles gewertet und lösen keine direkte Aktion aus. Der Spieler, der die meisten Arbeiter am Tempel anliegen hat, bekommt 6 Goldstücke, der mit den zweitmeisten 3 Goldstücke und bei Gleichstand werden die jeweiligen Münzen auf die entsprechenden Spieler aufgeteilt | 05       |

Der Zug des aktiven Spielers endet, wenn alle Aktionen der aktivierten Arbeiter aller Spieler durchgeführt wurden. Zum Abschluss zieht der Spieler das oberste Arbeiterplättchen von seinem Arbeiter-Nachziehstapel und nimmt es auf die Hand. Danach füllt er die offene Auslage der Urwaldplättchen wieder auf zwei Karten auf. Sind in beiden Fällen die Plättchen aufgebraucht, entfällt das Nachziehen.

### Spielende und Auswertung
Das Spiel endet, wenn alle Spieler ihre Dorfplättchen vollständig aufgebraucht haben. Danach folgt die Schlusswertung, bei der zuerst die Tempel einzeln nacheinander gewertet und die entsprechenden Spieler ausgezahlt werden. Danach erhält jeder Spieler für jeden Sonnenstein, den er bei Spielende noch besitzt, ein Goldstück. Zuletzt wird der Wasserträger entsprechend dem Wasserfeld, auf dem er steht, gewertet. Gewinner ist der Spieler, der nach der Endwertung am meisten Gold besitzt, bei Gleichstand gewinnt der Spieler mit den meisten verbleibenden Kakao-Früchten und bei erneutem Gleichstand gibt es mehrere Gewinner.

## Erweiterungen

### Mini-Erweiterungen
Zu Cacao erschienen seit der Veröffentlichung 2015 mehrere Mini-Erweiterungen:
Vulkane
Die Mini-Erweiterung Vulkane bringt drei Plättchen mit Vulkanfeldern in das Spiel. Beim Einsatz der Erweiterung werden die drei Goldgruben durch die Vulkane ersetzt. Zusätzlich sind vier Münzen mit dem Wert 20 enthalten.
| Urwaldplättchen | Aktion | Anzahl |
| --------------- | --- | ------ |
| Vulkan          | Entsprechend der Position am Vulkan bekommt ein Spieler pro aktiviertem Arbeiter zwei Goldstücke oder verliert eines. | 03     |

Großer Markt (Brettspiel-Adventskalender 2015)
Die Erweiterung besteht aus einem einzelnen Plättchen, einem Marktplättchen mit dem Verkaufspreis 5. Das Plättchen wird im Austausch zu einem Markt mit dem Verkaufspreis 3 in das Spiel gebracht.
| Urwaldplättchen               | Aktion | Anzahl |
| ----------------------------- | --- | ------ |
| Großer Markt, Verkaufspreis 5 | Auf dem Markt kann pro aktiviertem Arbeiter je eine Kakao-Frucht für den angegebenen Verkaufspreis von 5 Goldstücken verkauft werden. | 01     |

Goldener Tempel (Brettspiel-Adventskalender 2015)
Die Erweiterung besteht aus einem einzelnen Plättchen, einem goldenen Tempel mit den Werten 8 für den Spieler mit den meisten Arbeitern am Tempel und 1 für den mit den zweitmeisten Arbeitern. Das Plättchen wird im Austausch zu einem normalen Tempel in das Spiel gebracht.
| Urwaldplättchen | Aktion | Anzahl |
| --------------- | --- | ------ |
| Goldener Tempel | Der Spieler, der die meisten Arbeiter am Tempel anliegen hat, bekommt am Ende des Spiels 8 Goldstücke, der mit den zweitmeisten 1 Goldstück und bei Gleichstand werden die jeweiligen Münzen auf die entsprechenden Spieler aufgeteilt | 05     |

Die Lichtung
Die Lichtung ist eine inoffizielle Erweiterung in Form einer Postkarte, die 2015 an die Unterstützer des deutschen Podcasts Bretterwisser vergeben wurde. Auf der Postkarte abgebildet ist eine Lichtung mit vier angrenzenden Urwaldfeldern. Sie wird neben der Auslage in der Tischmitte ausgelegt und kann von jedem Mitspieler einmal pro Spiel genutzt werden, indem dieser ein Dorfplättchen mit vier einzelnen Arbeiter auf der Lichtung platziert und dafür zwei der vier Urwaldfelder aktivieren kann. Danach wird das Plättchen umgedreht, um anzuzeigen, welche Spieler diese Option bereits genutzt haben.

### Cacao: Chocolatl
2016 erschien die erste offizielle Erweiterung des Spiels unter dem Titel Cacao: Chocolatl, die mehrere neue Möglichkeiten in das Spiel einbringen soll. Die Erweiterung enthält vier Erweiterungsmodule mit den Namen Schokolade, Bewässerung, Hütten und Landkarten, die zusammen oder einzeln spielbar sind.
Landkarten
Das Landkarten-Modul bringt ein Landkartentableau sowie acht Landkartenplättchen ins Spiel. Dabei erhält jeder Spieler zwei Landkartenplättchen, das Landkartentableau wird neben dem Nachziehstapel der Urwaldplättchen platziert. Danach werden statt nur zwei Urwaldplättchen vier offen ausgelegt, wobei die ersten beiden offen auf dem Landkartentableau platziert werden und die anderen beiden die normale Auslage bilden.
Im Spielverlauf kann der Spieler wie gewohnt beim Auffüllen der Urwaldfelder eines der beiden offenen Plättchen wählen, stattdessen kann er jedoch auch eines der Plättchen vom Tableau auswählen und nutzen. Um dies zu tun, muss er eines seiner beiden Landkartenplättchen abgeben, das aus dem Spiel genommen wird. Nach der Runde wird die Auslage wieder vom Nachziehstapel befüllt, wobei zuerst die übrige gebliebenen Plättchen vom Landkartentableau in die normale Auslage kommen und danach das Tableau gefüllt wird. Nicht eingesetzte Landkartenplättchen bringen in der Abrechnung bei Spielende kein Gold. Als Variante können die Spieler vereinbaren, dass Überbauen bereits zu erlauben, wenn der Urwald-Nachziehstapel aufgebraucht ist auch wenn noch Plättchen auf dem Tableau liegen.
Bewässerung
Das Bewässerung-Modul bringt drei neue Urwaldplättchen ins Spiel, die gegen eine Einzelplantage und zwei Doppelplantagen getauscht werden (beim Spiel mit zwei Spielern werden nur die beiden Doppelplantagen durch Bewässerungsplättchen ausgetauscht). In der Startauslage wird als Startplättchen statt des Marktes ein Bewässerungsplättchen ausgelegt.
| Urwaldplättchen | Aktion | Anzahl |
| --------------- | --- | ------ |
| Bewässerung     | Für jeden aktivierten Arbeiter darf der Spieler seinen Wasserträger um ein Wasserfeld zurückbewegen und bekommt dafür vier Kakao-Früchte aus dem Vorrat, die er auf freie Lagerplätze auf seinem Dorftableau legt. Steht der Wasserträger eines Spielers bereits auf dem Wasserfeld mit dem Wert −10 kann er keine Früchte bekommen. | 03     |

Schokolade
Bei dem Schokolade-Modul kommen sechs neue Urwaldplättchen ins Spiel, davon je drei mit einer Schokoladenküche und einem Schokoladenmarkt. Hinzu kommen 20 Schokoladentafeln aus Holz. Zu Beginn des Spiels werden die drei Goldgruben sowie drei Cacao-Märkte mit dem Verkaufspreis 3 durch die Schokoladenküchen Schokoladenmärkte ersetzt beim Spiel zu zweit werden nur je eine Goldgrube mit den Werten 1 und 2 durch zwei Schokoladenküchen und nur 2 Märkte mit dem Verkaufspreis 3 durch zwei Schokoladenmärkte ersetzt. Die Schokoladentafeln werden als Vorrat zu den Kakao-Früchten gelegt.
| Urwaldplättchen  | Aktion | Anzahl |
| ---------------- | --- | ------ |
| Schokoladenküche | Für jeden aktivierten Arbeiter darf der Spieler eine seiner Kakao-Früchte in eine Schokoladentafel umwandeln, die er in der Auslage auf dem Dorfplateau platziert.                                             | 03     |
| Schokoladenmarkt | Auf dem Schokoladenmarkt kann pro aktiviertem Arbeiter je eine Kakao-Frucht für den angegebenen Verkaufspreis von 3 Goldstücken oder Schokoladentafel für den Verkaufspreis von 7 Goldstücken verkauft werden. | 03     |

Hütten
Im Hütten-Modul werden als zusätzliches Spielmaterial 12 beidseitig bedruckte Hüttenplättchen mit unterschiedlichen Funktionen auf Vorder- und Rückseiten in das Spiel eingebracht. Bei der Spielvorbereitung werden die Plättchen in beide Hände genommen und aus geringer Höhe auf die Spielfläche fallengelassen. Die oben liegende Seite gibt die Funktion der jeweiligen Hütte an, danach werden die sie als Vorrat nach Baukosten geordnet neben die Bank gelegt.
Im Spiel darf ein Spieler jeweils zum Ende seines Zugs eine Hütte seiner Wahl aus dem Vorrat zu den angegebenen Baukosten bauen und neben das eigene Dorftableau platzieren. Ein Spieler darf dabei keine Hütte mit derselben Funktion zweimal bauen, er darf jedoch beliebig viele Hütten mit unterschiedlichen Funktionen besitzen. Im Spiel können die Hütten entsprechend ihrer Funktion genutzt werden:
| Hüttentyp         | Funktion | Baukosten |
| ----------------- | --- | --------- |
| Marktschreier     | Der Spieler verkauft während des Spiels an Märkten mit dem Verkaufspreis 2 seine Früchte für drei Gold statt für 2 Gold.                                                                      | 04        |
| Einsiedler        | Der Spieler erhält ein Gold für jeden eigenen Arbeiter, der bei Spielende an kein Urwaldplättchen angrenzt.                                                                                   | 06        |
| Straßenarbeiter   | Der Spieler erhält bei Spielende je ein Gold pro eigenem Arbeiterplättchen in der Reihe oder Spalte, in der er die meisten seiner Arbeiterplättchen hat.                                      | 06        |
| Händler           | Übrige Cacaofrüchte im eigenen Lager bringen bei Spielende jeweils ein Gold. | 06        |
| Bauer             | Wenn der Spieler während des Spiels in einem Zug genau vier Kakao-Früchte bekommt, erhält er eine zusätzliche Frucht, wenn er dafür noch Platz auf seinem Tableau hat.                        | 08        |
| Schamane          | Wenn der Spieler während des Spiels überbaut, muss er dafür keinen Sonnenstein abgeben. | 08        |
| Mönch             | Der Spieler erhält bei Spielende ein Gold für jeden Tempel, an dem der Spieler mindestens einen Arbeiter hat.                                                                                 | 10        |
| Baumeister        | Für jede seiner anderen Hütten erhält der Spieler ein Gold bei Spielende. | 10        |
| Vorarbeiter       | Arbeiterplättchen mit drei Arbeitern auf einer Seite, die der Spieler während des Spiels ausspielt, werden so behandelt, als hätten sie einen zusätzlichen vierten Arbeiter auf dieser Seite. | 12        |
| Brunnenmeister    | Der Spieler erhält vier Gold bei Spielende, wenn der eigene Wasserträger auf dem Wasserfeld mit dem Wert 16 steht.                                                                            | 12        |
| Häuptlingstochter | Der Spieler erhält vier Gold bei Spielende. | 14        |
| Häuptlingssohn    | Der Spieler erhält vier Gold bei Spielende. | 16        |
| Häuptlingsfrau    | Der Spieler erhält fünf Gold bei Spielende. | 20        |
| Häuptlingssohn    | Der Spieler erhält sechs Gold bei Spielende. | 24        |

Am Ende des Spiels zählen die Spieler die Baukosten ihrer Hütten zu ihrem Gold dazu, teilweise gibt es zusätzlich einen Bonus, der ebenfalls genutzt wird.
Auch zur Erweiterung Chocolatl erschienen einzelne Mini-Erweiterungen:
Neue Lagerplätze
Diese Mini-Erweiterung Neue Lagerflächen bringt zwei neue Plättchen ins Spiel, die wie Hütten behandelt werden. Diese kosten jeweils 6 Gold und bringen je drei neue Lagerplätze für Kakao oder Schokolade ins Spiel.
Neue Hütten (Brettspiel-Adventskalender 2016)
Die Mini-Erweiterung besteht aus drei neuen Hütten, die wie die vorhandenen Hütten im Spiel genutzt werden können:
| Hüttentyp         | Funktion | Baukosten |
| ----------------- | --- | --------- |
| Schokoladenmacher | Der Spieler verkauft während des Spiels an Schokoladenmärkten seine Schokoladentafeln für acht Gold statt für sieben Gold.                                                                                            | 07        |
| Kundschafter      | Der Spieler darf während seines Zuges Urwaldplättchen vom Landkartentableau nutzen, ohne ein Landkartenplättchen abzugeben.                                                                                           | 09        |
| Regenmacher       | Der Spieler setzt seinen Wasserträger direkt auf das Feld „0“ und kann ihn auch nicht mehr weiterbewegen. Im Modul Bewässerung muss er nicht zurückgehen, um am Bewässerungsplättchen vier Kakao-Früchte zu erhalten. | 13        |

### Cacao: Diamante
Zu den Internationalen Spieltagen SPIEL '17 erschien mit Cacao: Diamante die zweite offizielle Erweiterung, durch die erneut vier Erweiterungsmodule in das Spiel integriert werden, die beliebig mit dem Grundspiel und bereits erschienenen Modulen kombiniert werden können. Als neue Erweiterungsmodule sind die folgenden enthalten: Die Edelsteinminen, Der Baum des Lebens, Die Gunst des Imperators und Die neuen Arbeiter. Zusätzlich werden Regeln für das Big Game beschrieben, bei dem alle bisherigen Erweiterungen gemeinsam gespielt werden.
Die Edelsteinminen:
Das Edelsteinminen-Modul bringt fünf neue Urwaldplättchen mit Edelsteinminen, 32 Edelsteine in fünf verschiedenen Farben, sieben Maskenplättchen und eine dreidimensionale Lore in das Spiel.
Um dieses Modul zu spielen, werden die fünf Tempelplättchen des Grundspiels durch die Edelsteinminen ersetzt. Die Masken werden ihrem Wert nach sortiert und neben das Spielfeld gelegt, zudem werden die Edelsteine in die Lore gefüllt und durch Schüttel gemischt. Wir das Spiel nur zu zweit gespielt, kommen nur 4 Edelsteinminen ins Spiel und die 12er-Maske sowie jeweils 2 Edelsteine jeder Farbe werden aus dem Spiel genommen.
Das Spiel wird den Grundregeln entsprechend gespielt. Immer, wenn eine Edelsteinmine in die Auslage kommt, nimmt der aktive Spieler die Lore und schüttelt fünf zufällige Edelsteine hinaus, die auf das Plättchen gelegt werden. Diese Steine bleiben auf der Karte liegen, bis sie platziert wird. Wenn die Karte platziert wird, darf sich beginnend mit dem aktiven Spieler in Spielreihenfolge jeder Spieler für jeden angrenzenden Arbeiter einen beliebigen Edelstein von der Mine nehmen und vor sich neben das Dorfplateau ablegen. Besitzt ein Spieler ein Set aus vier unterschiedlichen Edelsteinen, muss er dieses sofort gegen die ausliegende Maske mit dem niedrigsten Wert eintauschen, die dafür verwendeten Edelsteine werden aus dem Spiel genommen. Zum Spielende werden die Werte der gesammelten Masken zum Gold der Spieler hinzugezählt, für jeden übrigen Edelstein bekommt der jeweilige Spieler ein zusätzliches Goldstück addiert.
| Urwaldplättchen | Aktion | Anzahl |
| --------------- | --- | ------ |
| Edelsteinmine   | Für jeden aktivierten Arbeiter darf der jeweilige Spieler einen Edelstein vom Plättchen nehmen und vor sich ablegen. Bei vier unterschiedlichen Edelsteinen bekommt er die ausliegende Maske mit dem geringsten Wert. | 05     |

Der Baum des Lebens:
Beim Modul Der Baum des Lebens werden die drei Goldminen durch drei Plättchen „Der Baum des Lebens“ ausgetauscht. Bem Spiel mit zwei Spielern werden nur zwei Goldgruben ausgetauscht und beim Spiel mit der Chocolatl-Erweiterung kommen die Plättchen ohne Austausch beigefügt und die Anzahl der Arbeiterplättchen den Regeln entsprechend angepasst:
| Urwaldplättchen     | Aktion | Anzahl |
| ------------------- | --- | ------ |
| Der Baum des Lebens | Für jeden aktivierten Arbeiter am Der Baum des Lebens bekommt der jeweilige Spieler ein Goldstück aus der Bank. Hat ein Spieler keine Arbeiter an dem Plättchen anliegen, bekommt er 3 Goldstücke. | 05     |

Die Gunst des Imperators:
Als zusätzliches Element wird eine zusätzliche braune Spielfigur, der Imperator, eingeführt. Der Imperator wird bei Spielbeginn auf den ausliegenden Markt mit dem Wert 2 oder im Fall der Chocolatl-Erweiterung auf die zuerst ausliegende Wasserstelle gestellt. Im Spiel wird der Imperator immer dann, wenn ein Spieler eines seiner Arbeiterplättchen in einer Reihe oder Spalte ablegt, in der der Imperator steht, wird dieser auf das neu hinzugekommene Plättchen gelegt und der Spieler bekommt ein Goldstück. Kommt ein Spieler an die Reihe und der Imperator steht noch immer auf seinem Arbeiterplättchen, bekommt er erneut ein Goldstück.
Die neuen Arbeiter:
Bei dem Modul „Die neuen Arbeiter“ kommen 16 neue Arbeiterplättchen ins Spiel, bei denen die jeweils vier Arbeiter am Rand anders verteilt sind als beim Grundspiel. Es handelt sich jeweils um ein Plättchen der Kombination 0-0-2-2, 0-2-0-2, 0-1-0-3 und 0-0-0-4 in jeder Spielerfarbe. Vor dem Spiel einigen sich die Spieler auf eine bleibige Kombination der Arbeiterplättchen aus dem Grundspiel und der Erweiterung, wobei jedoch weiter jeder Spieler die gleichen Kombinationen haben sollte. Alternativ können mehr Arbeiterplättchen ins Spiel genommen werden, wodurch ein längeres Spiel mit mehr Urwaldplättchen ermöglicht wird.
Neue Hütten (Brettspiel-Adventskalender 2017)
Die Mini-Erweiterung besteht erneut aus drei neuen Hütten, die beim Spiel mit Chocolatl und Diamante wie die vorhandenen Hütten im Spiel genutzt werden können:
| Hüttentyp   | Funktion | Baukosten |
| ----------- | --- | --------- |
| Baumwächter | Der Spieler erhält am Baum des Lebens immer ein Goldstück zusätzlich pro beteiligter Plättchenseite.                                                      | 07        |
| Berater     | Der Spieler erhält, wenn er die Gunst des Imperators nutzt, immer zusätzlich eine Cacaofrucht, wenn er einen entsprechenden Lagerplatz zur Verfügung hat. | 09        |
| Juwelier    | Wenn der Spieler diese Hütte baut, schüttelt er sofort einen beliebigen Edelstein seiner Wahl aus der Lore und legt diesen vor sich ab.                   | 13        |

### Big Game
Das Big Game ermöglicht das Spiel mit allen Elementen des Grundspiels und der beiden offiziellen Erweiterung Chocolatl und Diamante für drei oder vier Spieler. Dabei werden im Spiel zu viert alle 60 Arbeiterplättchen und alle 45 Urwaldplättchen und im Spiel zu dritt 45 Arbeiterplättchen und eine entsprechend angepasste Anzahl Urwaldplättchen verwendet.

## Ausgaben und Rezeption
Das Spiel Cacao wurde von Phil Walker-Harding entwickelt und 2015 unter anderem beim Spieleverlag Abacusspiele veröffentlicht. Im gleichen Jahr erschien das Spiel in weiteren Ausgaben in zahlreichen weiteren Sprachen, unter anderem auf Englisch bei Z-Man Games, auf Französisch bei Filosofia Éditions und auf Niederländisch bei 999 Games.
Das Spiel wurde für verschiedene Preise nominiert und teilweise auch ausgezeichnet. So wurde es 2015 in die Empfehlungsliste zum Spiel des Jahres aufgenommen und beim österreichischen Spielepreis Spiel der Spiele als Spielehit für Familien ausgezeichnet. Die Jury zum Spiel des Jahres charakterisiert das Spiel dabei wie folgt:

„Schnelle Züge, zartbittere Entscheidungen und langfristiger Planungsgenuss halten sich in diesem Taktikspiel mit mindestens 70 Prozent Kakaoanteil wunderbar die Waage.“

In der Folge wurden mehrere Mini-Erweiterungen in Form einzelner neuer Plättchen für das Grundspiel veröffentlicht. Zur SPIEL '15 veröffentlichte Abacusspiele die Erweiterung Vulkane mit drei neuen Vulkan-Karten. Ebenfalls 2015 fanden sich die beiden Mini-Erweiterungen Der Große Markt und Der goldene Tempel gemeinsam im Brettspiel-Adventskalender 2015. Zur SPIEL '16 in Essen wurden beide Erweiterungen einzeln von Abacusspiele veröffentlicht und verteilt, seitdem sind sie bei Abacus erhältlich.
2016 erschien mit Cacao: Chocolatl eine erste größere Erweiterung, dazu erschienen als Minierweiterungen Neue Lagerplätze zur SPIEL '16 und Neue Hütten im Brettspiel-Adventskalender 2016. Als zweite offizielle Erweiterung erschien zur SPIEL '2017 Cacao: Diamante, und im Brettspiel-Adventskalender 2017 erschien eine weitere Version von Neue Hütten mit Bezug zu Diamante.
Auf der Internet-Plattform Yucata wird eine Online-Version des Spiels Cacao mit den Erweiterungen Chocolatl und Diamante sowie verschiedenen Mini-Erweiterungen zur Verfügung gestellt, die im Browser gespielt werden kann.

## Belege
1. 1 2 3 4 5 6 7 8 9  Offizielle Spielregeln für Cacao. (PDF; 2,5 MB)
2. 1 2  Cacao: Vulkane. In: angespielt.de. Abgerufen am 15. September 2021.
3. 1 2  Cacao - Großer Markt bei Abacusspiele; abgerufen am 23. April 2017.
4. 1 2  Cacao Goldener Tempel. In: ludorium.at. Abgerufen am 15. September 2021.
5. ↑  Cacao: Die Lichtung, Beschreibung in der Datenbank BoardGameGeek; abgerufen am 23. April 2017.
6. 1 2  Cacao: Chocolatl bei Abacusspiele; abgerufen am 23. April 2017.
7. 1 2 3 4 5 6 7 8  Offizielle Spielregeln für Cacao: Chocolatl. (PDF; 2,0 MB)
8. 1 2  Cacao Chocolatl Neue Lagerplätze. In: ludorium.at. Abgerufen am 15. September 2021.
9. 1 2  Neue Hütten; Regeln für die Cacao-Erweiterung im Brettspiele-Adventskalender 2016 auf der Website von Frosted Games; abgerufen am 23. April 2017.
10. 1 2  Cacao: Diamante bei Abacusspiele; abgerufen am 20. August 2018.
11. 1 2 3 4 5 6 7 8  Offizielle Spielregeln für Cacao: Diamante. (PDF; 1,3 MB)
12. 1 2  Neue Hütten; Regeln für die Cacao-Erweiterung im Brettspiele-Adventskalender 2016; abgerufen am 20. August 2018.
13. ↑  
Versionen von Cacao in der Datenbank BoardGameGeek; abgerufen am 21. April 2017.
14. 1 2  Cacao auf der Website des Spiel des Jahres e.V.; abgerufen am 23. April 2017.
15. ↑  Volcanoes, Beschreibung in der Datenbank BoardGameGeek; abgerufen am 23. April 2017.
16. ↑  Tag 17: Cacao; Cacao-Erweiterungen im Brettspiele-Adventskalender 2015 auf der Website von Frosted Games; abgerufen am 23. April 2017.
17. ↑  Big Market & Golden Temple, Beschreibung in der Datenbank BoardGameGeek; abgerufen am 23. April 2017.
18. ↑  Big Market, Beschreibung in der Datenbank BoardGameGeek; abgerufen am 23. April 2017.
19. ↑  Golden Temple, Beschreibung in der Datenbank BoardGameGeek; abgerufen am 23. April 2017.
20. ↑  yucata.de mit Online-Version des Spiels Cacao, abgerufen am 23. April 2017.